# Gosztirazsni
Gosztirazsni (macedónul: Гостиражни, albánul Gostirazhni) település Észak-Macedóniában, a Pelagonijai körzet Dolneni járásában.

## Népesség
| Lakosok száma | 522  | 488  | 431  | 280  | 208  | 149  | 110  | 108  | 135  |
|               | 1948 | 1953 | 1961 | 1971 | 1981 | 1991 | 1994 | 2002 | 2021 |

2002-ben 108 lakosa volt, melyből 63 albán, 45 macedón.